# Empoasca calcea
Empoasca calcea är en insektsart som beskrevs av Delong 1932. Empoasca calcea ingår i släktet Empoasca och familjen dvärgstritar.
Artens utbredningsområde är Arizona. Inga underarter finns listade i Catalogue of Life.